# Irma Wyman
Irma M. Wyman (Detroit, 28 de enero de 1928-17 de noviembre de 2015) fue una de las primeras ingenieras informáticas especialista en pensamiento sistémico.

## Biografía
En 1945, Wyman recibió una beca para estudiar en el College of Engineering de la Universidad de Míchigan y se graduó con una licenciatura en Ciencias en 1949. En aquel tiempo, las mujeres recibían poco apoyo en los programas de ingeniería y por este motivo aunque estaba calificada para ser miembro de la Tau Beta Pi, la sociedad de Ingeniería de honor, únicamente recibió una «Women's Badge», ya que esta sociedad no admitía las mujeres.
Cuando era joven trabajó en un proyecto sobre misiles en el Willow Run Research Center donde utilizaban las calculadoras mecánicas para calcular la trayectoria. A raíz de una visita a un centro de investigación marina que estaba trabajando en problemas similares descubrió que estaban usando un prototipo de un ordenador programable que se había desarrollado en la Universidad de Harvard, se interesó en los ordenadores.
Después de graduarse entró a trabajar en la Honeywell Information Systems hasta llegar a ocupar la vicepresidencia antes de retirarse en 1992.
Para defender la importancia de la presencia de mujeres en la ingeniería, la informática y campos afines, Wyman dotó la beca Irma M. Wyman en el Centro de Educación de la Mujer de la Universidad de Míchigan.

## Premios y honores
- Medalla de la Michigan Engineering Alumni Society - 2001
- Doctor honoris causa en Ingeniería por la Universidad de Míchigan - 2007